# 달콤한 인생 (2005년 영화)
《달콤한 인생》은 2005년 4월 1일에 개봉한 김지운 감독의 느와르, 액션 영화이다.

## 줄거리
김선우(이병헌)는 범죄 조직 보스 강(김영철)의 고위 간부이자 충성스러운 부하이다. 두 사람은 경쟁 조직의 아들인 백대식(황정민)과의 사업적 긴장감으로 인해 우려를 공유한다. 최근 선우는 자신들의 나이트클럽에서 너무 오래 머물던 백대식의 부하들을 때려눕혔다. 출장을 준비하던 강은 선우에게 젊은 애인 희수(신민아)를 감시하라고 지시한다. 강은 희수가 다른 남자와 "불륜"을 저지르고 있다고 의심한다.
선우는 희수를 따라다니고 음악회에 에스코트하는 임무를 수행하면서, 그녀의 아름다움에 조용히 매료된다. 이 과정에서 그의 외롭고 공허한 사생활이 드러난다. 희수와 그녀의 애인이 함께 있는 것을 발견했을 때, 선우는 그 남자를 때리고 강에게 알리려 한다. 그러나 그는 마음을 바꿔 두 사람에게 다시는 만나지 말라는 조건으로 그들을 살려주고, 이로 인해 희수의 적의를 얻는다.
얼마 후, 한 남자가 선우에게 백대식의 부하들을 때린 것에 대해 사과할 것을 요구하지만, 선우는 거절한다. 격분한 선우는 아파트에서 술에 취해 백대식의 부하들에게 납치된다. 그들은 선우를 죽이려 하지만, 강이 전화 한 통으로 그를 구해준다. 희수의 불륜을 숨기려 했던 선우의 시도를 알게 된 강은 그의 동기를 묻지만, 선우는 대답하지 않는다. 강은 부하들에게 선우를 고문하라고 명령하지만, 그에게 실수를 바로잡을 기회를 준다. 그러나 선우는 탈출하고 복수를 맹세한다.
선우는 희수에게 작별 선물을 전한 후, 권총을 사려고 시도한다. 거래는 잘못되고 선우는 무기상들을 죽이게 된다. 이로 인해 무기상 중 한 명의 형제와 앙심을 사게 되고, 그 형제는 선우가 일하는 나이트클럽으로 찾아간다. 선우는 백대식을 아이스링크로 유인하여 죽이고, 그 과정에서 부상을 입는다.
선우는 굴하지 않고 나이트클럽에 도착하여 사람들을 죽이며 진입한다. 강과 마주한 선우는 수년간의 충성에도 불구하고 자신이 얼마나 심하게 대우받았는지 울분을 토한다. 정당한 이유를 찾지 못한 선우는 강을 죽인다. 선우를 추적하던 백대식의 부하들이 선우와 강의 부하들에게 총격을 가한다. 선우는 전투의 유일한 생존자로 살아남지만, 바로 그때 무기상의 형제가 나타난다. 피를 많이 흘리던 선우는 희수의 음악회를 보던 때를 떠올린다. 그때가 그가 유일하게 미소 지었던 순간이었다. 그리고 무기상의 형제가 그를 사살한다.
영화는 앞서 나왔던 장면의 연장선상에서 끝난다. 선우는 창밖으로 아래 도시를 바라본다. 혼자라는 것을 확인한 후, 그는 유리에 비친 자신의 모습을 섀도복싱하며 매우 행복해 보인다.

## 캐스팅

### 주요 인물
- 이병헌 - 김선우 역
- 김영철 - 강 사장 역
- 신민아 - 윤희수 역
- 김뢰하 - 문석 역
- 이기영 - 오무성 역

### 주변 인물
- 오달수 - 명구 역
- 김해곤 - 태웅 역
- 진구 - 민기 역
- 김한 - 세윤 역

### 그 외
- 전국환 - 백 회장 역
- 정유미 - 미애 역
- 김성오 - 오무성 수하 역
- 박선웅 - 경표 역
- 박성균 - 백어깨 역
- 강영구 - 백어깨 역

### 특별출연
- 황정민 - 백대식 역
- 에릭 - 태구 역

## OST
| #   | 제목                              | 작사 | 작곡   | 가수           | 재생 시간 |
| --- | --------------------------------- | ---- | ------ | -------------- | --------- |
| 1.  | 〈Dialogue #1〉                   |      |        | 이병헌         | 0:38      |
| 2.  | 〈슬픈 나의 밤〉                  |      |        |                | 3:07      |
| 3.  | 〈돌이킬 수 없는 시간〉           |      |        |                | 2:12      |
| 4.  | 〈Dialogue #2〉                   |      |        | 이병헌         | 0:06      |
| 5.  | 〈Romance〉                       |      |        | Yuhki Kuramoto | 4:25      |
| 6.  | 〈붉은 라운지〉                   |      |        |                | 3:43      |
| 7.  | 〈긴 여행〉                       |      |        |                | 2:06      |
| 8.  | 〈붉은 아이스링크〉               |      |        |                | 2:25      |
| 9.  | 〈달콤한 인생 II〉                |      |        |                | 2:46      |
| 10. | 〈달콤한 인생〉                   |      |        |                | 2:13      |
| 11. | 〈탈출〉                          |      |        |                | 4:49      |
| 12. | 〈불안한 잠〉                     |      |        |                | 2:29      |
| 13. | 〈어두운 방〉                     |      |        |                | 2:58      |
| 14. | 〈미행〉                          |      |        |                | 1:57      |
| 15. | 〈Étude in E minor〉              |      |        |                | 2:04      |
| 16. | 〈Dialogue #3〉                   |      |        | 이병헌         | 0:29      |
| 17. | 〈스카이라운지〉                  |      |        |                | 3:28      |
| 18. | 〈돌이킬 수 없는 시간〉 (Quartet) |      |        |                | 2:00      |
| 19. | 〈달콤한 인생 III〉               | 양파 | 달파란 | 양파           | 5:06      |
| 20. | 〈A Honeyed Question〉            |      |        | 황정민         | 3:22      |